# Čaka
Čaka es un municipio del distrito de Levice en la región de Nitra, Eslovaquia, con una población estimada a final del año 2024 de 707 habitantes.
Se encuentra ubicado al este de la región, cerca de los ríos Ipoly y Hron (ambos, afluentes izquierdos del Danubio) y de la frontera con la región de Banská Bystrica.

## Demografía
| Año        | 1994 | 2004     | 2014     | 2024    |
| ---------- | ---- | -------- | -------- | ------- |
| Población  | 974  | 870      | 773      | 707     |
| Diferencia |      | −10,67 % | −11,14 % | −8,53 % |

| Año        | 2023 | 2024    |
| ---------- | ---- | ------- |
| Población  | 720  | 707     |
| Diferencia |      | −1,80 % |